# Mouna Osman Aden
Mouna Osman Aden est une femme politique djiboutienne, ministre de la Femme et de la Famille depuis 2021 sous la présidence d'Ismaïl Omar Guelleh. Elle fut auparavant ministre des Affaires sociales et des Solidarités de 2016 à 2021.

## Biographie
Avant son entrée au gouvernement Mouna Osman Aden est coordinatrice au sein du ministère de la Santé pendant cinq ans. À partir de 2005, elle a été responsable du programme de lutte contre le paludisme, puis coordinatrice des programmes de vaccination pendant un an, pendant trois ans elle est directrice des centres antituberculeux , et secrétaire permanente du comité de coordination multisectoriel et inter partenaire du Fonds mondial .
Elle a été secrétaire exécutive du comité intersectoriel de lutte contre le VIH/SIDA, le paludisme et la tuberculose et conseillère technique du ministre de la santé.
Elle entre au gouvernement en 2016 en prenant le poste de secrétaire d’État chargée des affaires sociales. Le 5 mai 2019, elle est nommée ministre des Affaires sociales et des Solidarités lors d'un remaniement opéré par Ismaïl Omar Guelleh.
Lors du remaniement du 24 mai 2021, elle obtient le poste de ministre de la Femme et de la Famille.
Elle est également membre du comité africain d'évaluation par les pairs en matière de protection sociale et membre du partenariat mondial de protection social universelle USP2030.